# Incunable peruano

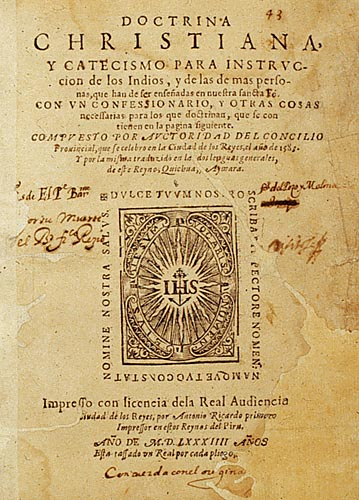
Doctrina Christiana, impreso por Antonio Ricardo en 1584, es el primer libro publicado en Perú.

El término «incunable peruano» hace referencia a los libros impresos en Perú entre 1584 y 1619 por Antonio Ricardo o Francisco del Canto, primeros impresores del Virreinato del Perú. En 2013 fueron inscritos en el registro de Memoria del Mundo de la Unesco para la región de América Latina y el Caribe.
El más antiguo incunable peruano es Doctrina Christiana, impreso en la Ciudad de los Reyes por Antonio Ricardo en 1584, gracias a una licencia obtenida en la Real Audiencia de Lima. La obra es el primer catecismo peruano, fruto de las decisiones tomadas en el Tercer Concilio Limense. Es, además, el primer libro impreso en América del Sur.

## Listado de incunables peruanos
Los 39 incunables peruanos que se conservan en la Biblioteca Nacional del Perú se dividen entre los impresos por Antonio Ricardo, denominados «ricardos», entre 1583 y 1606, y los realizados entre 1606 y 1619 por Francisco del Canto, llamados «cantos». Todos ellos fueron impresos en la Ciudad de los Reyes.

### Ricardos
| Título original                                          | Fecha de impresión | Autor(es)                                | Idiomas                          |
| -------------------------------------------------------- | ------------------ | ---------------------------------------- | -------------------------------- |
| Doctrina Christiana...                                   | 1583               | Varios                                   | Español, quechua y aymara        |
| Confessionario para los cvras de indios...               | 1583               | Varios                                   | Español, quechua y aymara        |
| Tercero Cathecismo...                                    | 1585               | Varios                                   | Español, latín, quechua y aymara |
| Arte, vocabvlario... Quichua...                          | 1586               | Anónimo                                  | Español y quechua                |
| Ordenanca qve el Señor Marqves de Cañete...              | 1597               | Anónimo                                  | Español                          |
| Libro general delas redvciones de plata, y oro...        | 1597               | Ioan de Belveder                         | Español                          |
| Symbolo Cathólico indiano...                             | 1598               | Luis Jerónimo de Oré                     | Español, latín, quechua y aymara |
| Constitvciones y Ordenanca de la Vniversidad...          | 1602               | Universidad Nacional Mayor de San Marcos | Español                          |
| Vocabvlario enla lengva... Quichua...                    | 1604               | Juan Martínez                            | Español y quechua                |
| Sermón qve el mvy Reverendo... Pedro Gutierrez Florez... | 1605               | Pedro Gutiérrez Flórez                   | Español y latín                  |

### Cantos
| Título original                                                        | Fecha de impresión | Autor(es)                         | Idiomas           |
| ---------------------------------------------------------------------- | ------------------ | --------------------------------- | ----------------- |
| Relación delas fiesta qve... hizo, mantuuo el Príncipe del Piamonte... | 1605               | Anónimo                           | Español           |
| Sermón en la Muerte del Maestro don Fray Lvys Lopes...                 | 1606               | Diego de Castro                   | Español           |
| Constitvciones de esta provincia de los Doce Apostoles...              | 1607               | Orden de San Francisco            | Español           |
| Libro de plata redvzida...                                             | 1607               | Francisco Juan Garreguilla        | Español           |
| Gramática y arte nveva dela lengva... Qquichua...                      | 1607               | Diego González Holguín            | Español y quechua |
| Vocabulario de la lengva... Qquichua...                                | 1608               | Diego González Holguín            | Español y quechua |
| Fiel y verdadero treslado de... Fray Julian de Alcala...               | 1610               | Francisco de Herrera              | Español           |
| Relación de las flestas qve enla civdad de Lima...                     | 1610               | Anónimo                           | Español           |
| Relación de las flestas qve enla civdad del Cuzco...                   | 1610               | Anónimo                           | Español           |
| Commentarii... ac qvaestiones in vniversam Aristótelis...              | 1610               | Jerónimo Valera                   | Español y latín   |
| Arte dela lengva aymara...                                             | 1612               | Ludovico Bertonio                 | Español y aymara  |
| Vocabvlario del lengva aymara...                                       | 1612               | Ludovico Bertonio                 | Español y aymara  |
| Libro de la vida y milagros de Nvestro Señor JefuChristo...            | 1612               | Alonso de Villegas Selvago        | Español y aymara  |
| Allegatio lvris, et Consilivm...                                       | 1612               | Francisco Carrasco del Saz        | Español y latín   |
| Catecismo en la lengva española y qvichva...                           | 1613               | Varios                            | Español y quechua |
| Relación de las exequias... Reina Nuestra S. Doña Margarita...         | 1613               | Martín de León                    | Español y latín   |
| Arte y vocabvlario enla lengva... Quichua...                           | 1614               | Anónimo                           | Español y quechua |
| Ivsta literaria...                                                     | 1615               | Anónimo                           | Español           |
| Constitvciones dela provincia de Sant Antonio de los Charcas...        | 1616               | Orden de San Francisco en Charcas | Español           |
| Arte de la lengva Aymara...                                            | 1616               | Diego de Torres Rubio             | Español y aymara  |
| Constitvciones Dela Provincia delos Doze Apostoles del Pirv...         | 1617               | Orden de San Francisco            | Español           |
| Don Francisco de Boria Príncipe de Esqvilache...                       | 1617               | Anónimo                           | Español           |
| Labyrintho de Comercio, terrestre y naval...                           | 1617               | Juan de Hevia Bolaños             | Español y latín   |
| Relación verdadera de vna carta...                                     | 1617               | Agustín de Torres                 | Español           |
| Decreto de Nvestro... Papa Pavlo V...                                  | 1618               | Anónimo                           | Español           |
| Relación de avisos...                                                  | 1618               | Anónimo                           | Español           |
| Victoria felicissima de Efpaña...                                      | 1618               | Anónimo                           | Español           |
| Relación del svceso dela Armada Real de Philipinas                     | 1619               | Diego González de Arcos           | Español           |